# Demo (jogos eletrônicos)
Uma demo ou demonstração de jogo é uma parte distribuída gratuitamente (normalmente) de um videogame a ser lançado ou lançado recentemente. As demonstrações são normalmente divulgadas pela publicadora do jogo para ajudar os consumidores a terem uma ideia do jogo antes de decidir se querem comprar a versão completa e/ou mantê-la.

## Distribuição

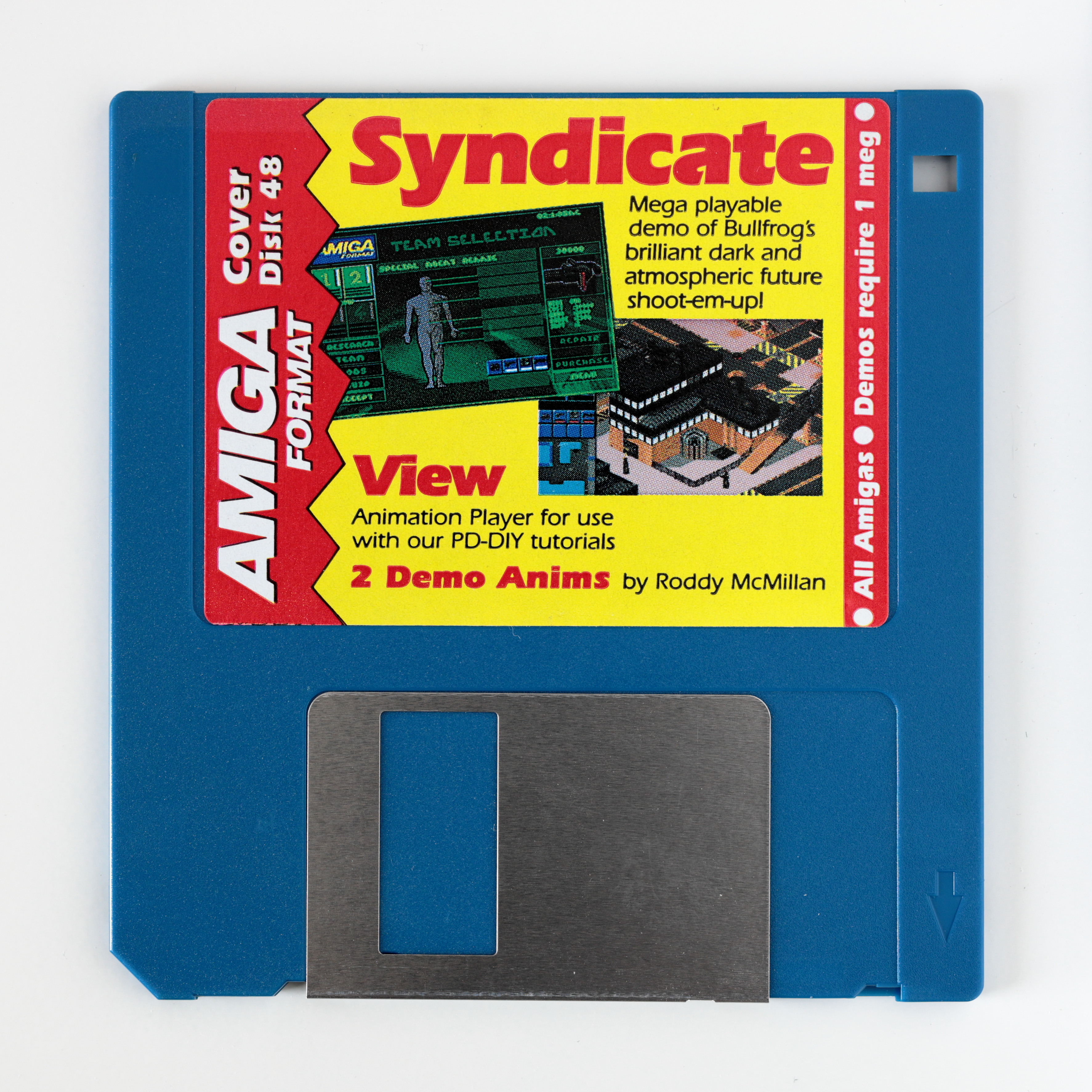
Amiga Format Cover Disk 48, distribuído na edição de julho de 1993 da revista. O disquete oferece uma demonstração do jogo Syndicate, duas animações de demonstração de Roddy McMillan e um software reprodutor de animação chamado View. A etiqueta diz que o conteúdo funciona em todos os computadores Amiga, mas que as demos requerem 1 megabyte (de RAM).

No início dos anos 90, a distribuição shareware era um método popular de publicação de jogos para desenvolvedores menores, incluindo empresas como a Apogee Software (agora 3D Realms), Epic MegaGames (agora Epic Games) e id Software. Isso deu aos consumidores a chance de experimentar uma parte do jogo, geralmente restrita à primeira seção completa do jogo ou "episódio", antes de comprar o resto da aventura. Racks de jogos num único disquete de 5+1⁄4" e posteriores de 3,5" eram comuns em muitas lojas, muitas vezes muito mais barato. Como as versões shareware eram essencialmente gratuitas, o custo exigia apenas a cobertura do disco e o mínimo de embalagem. Às vezes, os discos de demonstração eram empacotados dentro da caixa de outro jogo da mesma empresa. À medida que o tamanho crescente dos jogos em meados dos anos 90 tornava impraticável o uso em disquetes, os editores e desenvolvedores de varejo começaram a imitar a prática, os jogos shareware foram substituídos por demos mais curtos que foram distribuídos gratuitamente em CDs com revistas de jogos ou downloads gratuitos através da Internet, em alguns casos, tornando-se conteúdo exclusivo para sites específicos.
O shareware também foi o método de distribuição preferido dos primeiros jogos de tiro em primeira pessoa (FPS) como Wolfenstein 3D e Doom.
Existe uma diferença técnica entre shareware e demos. Até o início dos anos 90, o shareware podia ser facilmente atualizado para a versão completa, adicionando os "outros episódios" ou a parte completa do jogo; Isso deixaria os arquivos shareware existentes intactos. As demonstrações são diferentes porque são programas "autocontidos" que não podem ser atualizados para a versão completa. Um bom exemplo é o shareware Descent versus a demo de Descent II; os jogadores foram capazes de manter seus jogos salvos no primeiro, mas não no segundo.
Revistas que incluem as demos em um CD ou DVD e também podem ser exclusivas de uma determinada publicação. As demos também eram lançadas em fitas/discos, especialmente no Reino Unido e na Europa continental, mas devido ao tamanho crescente das demos e à ampla disponibilidade da internet de banda larga, essa prática comum durante os anos 80 e 90 gradualmente perdeu foco de cobertura para jogos completos. Com o advento dos serviços on-line de console, como Xbox Live ou PlayStation Network, as demos também estão se tornando disponíveis como download gratuito ou premium.
Os fabricantes de consoles também costumavam lançar seus sistemas com um disco de demonstração contendo previews jogáveis de jogos a serem lançados em seu console.

## Mídia
A disponibilidade de demos varia entre os formatos. Os sistemas que usam cartuchos normalmente não têm demos disponíveis para eles, devido ao custo da duplicação, enquanto os sistemas que suportam mídia produzida mais barata, como fitas, disquetes e, posteriormente, CD-ROM e DVD-ROM possuem; A Internet tem sido mais recentemente uma fonte de demonstrações, embora normalmente isso seja uma adição a outras mídias de distribuição disponíveis para o sistema em questão.

## Tipos
As demos de jogos vêm em duas variações: jogável e não jogável (também chamado de "rolagem de demonstração"). As demos jogáveis geralmente têm exatamente a mesma jogabilidade que o jogo completo, embora o avanço do jogo geralmente seja limitado a um certo ponto e, ocasionalmente, alguns recursos avançados possam ser desativados. Uma demonstração não jogável é essencialmente o equivalente a um teaser trailer.

### Jogável
Geralmente, as demos jogáveis são versões "cortadas" do jogo completo, restringindo a jogabilidade a alguns níveis, permitindo apenas o acesso a alguns recursos, ou limitando a quantidade de tempo jogável no jogo.
No entanto, algumas demonstrações fornecem conteúdo não disponível no jogo completo. Um exemplo disso foi a demo de Age of Empires, que incluiu uma campanha dos hititas e dois mapas não disponíveis na versão completa. Além disso, a demo de Half-Life, Half-Life: Uplink é um jogo independente, adaptado do material cortado do desenvolvimento do jogo principal. A demo de The Stanley Parable acontece em uma área criada especificamente para que a demonstração mostre a premissa e o humor do jogo, já que o narrador afirma várias vezes que o jogador está participando de uma "demonstração de videogame".
Em outros casos, uma demonstração pode diferir da seção equivalente no jogo completo, por exemplo, quando a demonstração é liberada como pré-visualização antes que o jogo completo seja concluído. Um exemplo disso é a demo de Mafia II, que ocorreu em uma versão alterada da missão do Buzzsaw nos anos 50, em oposição à missão equivalente no jogo completo, que foi estabelecido em 1945.
Demos para jogos de plataforma ou outros jogos de ação geralmente incluem apenas os primeiros níveis do jogo. As demonstrações de jogos de aventura geralmente são limitadas a um número muito pequeno de salas e o recurso "salvar jogo" é desativado. Demonstrações de jogos esportivos geralmente limitam a partida a um meio-tempo acelerado ou uma partida completa com um pequeno número de times (o que, ao mesmo tempo, leva à prática de "expansores de demonstração" que permitem ajustar algumas dessas configurações). Da mesma forma, demonstrações de jogos de corrida são normalmente restritas a uma única corrida com um carro pré-selecionado.

### Não jogável
Uma demo não jogável é uma gravação da jogabilidade, seja gravada em um vídeo ou reproduzida usando o próprio mecanismo do jogo, exibindo os recursos do jogo. Elas são exibidas principalmente em convenções de jogos, como a E3, quando o jogo ainda está no início da produção como uma prévia de tecnologia ou gameplay. Essas demonstrações também podem ser distribuídas pela Internet ou com revistas como trailers de um jogo futuro, ou exibidas em lojas de varejo (geralmente entre demos que podem ser reproduzidas).